# Die Frau des Richters
Die Frau des Richters ist eine Erzählung von Arthur Schnitzler, die 1925 erstmals erschien und 1928 in Band VI der erzählenden Schriften Schnitzlers bei S. Fischer veröffentlicht wurde. Vor dem Hintergrund des 18. Jahrhunderts schildert Schnitzler ironisch die Unmöglichkeit der ehelichen Gemeinschaft und des politischen Fortschritts.

## Inhalt
Die Erzählung beginnt mit dem Tod des Herzogs des fiktiven deutschen Fürstentums Sigmaringen, Karl Eberhard XVI., der sich, statt sein Reich als aufgeklärter Monarch zu regieren, den Vergnügungen der Jagd und der Liebe hingegeben und im Schloss Karolslust ehrbare Mädchen zu seinen unfreiwilligen Mätressen, den „Gartenmägdlein“, gemacht hat.
Von seinem Sohn, der den Lebenswandel des Vaters immer missbilligt und am Pariser Hof mit Aufklärern wie Denis Diderot und  Baron von Grimm verkehrt hatte, erwartet die Bürgerschaft nun Reformen und mehr Freiheiten.
Vor der Ankunft des neuen Herzogs erregt der zwielichtige und verarmte Tobias Klenk und sein Jugendfreund, der sonst angesehene Richter Adalbert Wogelein, mit Hasstiraden gegen die Unterdrückung der Aristokratie die Aufmerksamkeit der obrigkeitshörigen Bürgerschaft. Adalbert, der sonst einen bürgerlichen Lebensstil pflegt, entsetzt seine Frau Agnes, die Tochter des Bürgermeisters, und die ganze Gemeinde mit seinen provokanten und gefährlichen Reden. Als Klenk bei Handgreiflichkeiten gegen herzögliche Beamte festgenommen wird, steht Wogelein als dessen Richter im Zwiespalt: Einerseits muss er als Beamter des Herzogtums nach dem reaktionären Gesetz urteilen, andererseits hat er privat dieselben Überzeugungen wie sein Freund Klenk.
Zunächst behauptet er aufschneiderisch vor seiner Frau, er werde Klenk freisprechen, damit gegen das Gesetz urteilen und so eine „Fackel entzünden, die über ganz Deutschland“ leuchten werde. Als der neue Herzog der Gerichtsversammlung beiwohnt, gelten diese Worte jedoch nichts mehr und Wogelein verurteilt seinen Freund zu einer einjährigen Haftstrafe und Landesverweisung. Da er vor seiner Frau nicht wie ein Schwächling da stehen möchte, verstrickt sich Wogelein in Lügen und stellt den jungen Herzog als einen reaktionären Monarchen dar, was Agnes schließlich durchschaut, als der Herzog bei ihnen einkehrt und sich als liberaler, aufgeklärter und reformfreudiger Mann entpuppt. Enttäuscht wendet sich Agnes von ihrem aufschneiderischen, feigen Mann ab und bittet den Herzog, ihm als Mätresse folgen zu dürfen, was dieser zunächst verweigert, aber schließlich erlaubt. Angewidert von der Feigheit des Richters Wogelein und dem Starrsinn des frei gelassenen Klenk, verzichtet der junge Herzog auf alle Reformen, hat neben Agnes noch weitere Mätressen und führt den Lebenswandel seiner Vorfahren fort.

## Hintergrund
Schnitzler arbeitete in den Nachkriegs- und frühen zwanziger Jahren besonders an drei Erzählungen: Fräulein Else, die Frau des Richters und der Traumnovelle. In diesen beschäftigt sich der Autor mit der Darstellung von sozialen Konstellationen und menschlichen Verhaltensmustern, was sein ganzes Werk durchzieht. Für Schnitzler war diese Zeit keineswegs glücklich: Neben den finanziellen Schwierigkeiten bedingt durch die Auflösung der Donaumonarchie und die nachfolgenden Probleme der Ersten Republik, hatte er auch mit persönlichen Problemen zu kämpfen. So stellte er 1922 über seine Schreibblockade fest: „Mir ist manchmal als hätt ich noch so manches, ja allerlei ganz schönes aufzuschreiben … aber meine Seele wechselt zwischen Starrheit und Unruhe; - es fehlt ihr die edelruhige rhythmische Bewegung, in der künstlerische Arbeit gedeihen kann.“. Weiters litt er unter dem Altern und den Auseinandersetzungen mit seiner Frau Olga Gußmann, von der er sich 1921 scheiden ließ. Die Unmöglichkeit ehelicher Gemeinschaft, die ein zentrales Thema in Die Frau des Richters ist, lässt sich wohl auf diese persönliche Erfahrung zurückführen.

## Interpretation
Schnitzler trat in seinen Werken (z. B. in Fräulein Else oder Reigen) stets für die Enttabuisierung der weiblichen Sexualität ein und kritisierte die Doppelmoral der damaligen Gesellschaft, die nur die Frauenrollen der Mutter oder Dirne tolerierte. In dieser Alterserzählung ist dieses Thema besonders zentral: In der historischen Szenerie der Aufklärung schildert er die weibliche Sexualität durch das Schicksal der Bürgerstochter Agnes, die ihren schwachen, feigen Mann verlässt und bei ihrem Fürsten als Mätresse Erfüllung findet und ihre körperlichen und geistigen Fähigkeiten realisieren kann. Der Rückgriff aufs 18. Jahrhundert erlaubt dem Autor so, seine eigene Zeit zu kritisieren.
Zur Ironie der Geschichte zählt auch, dass die sexuelle Befreiung von Agnes zum Erlahmen der Reformen des neuen Herzogs führt, der enttäuscht von seinen Untertanen wieder Mätressen hält und sich wenig um das Wohl der Bürger schert. Sozialer Fortschritt scheint für Schnitzler in dieser Erzählung unmöglich.
Ein anderer interessanter Aspekt an der Erzählung sind die Charaktere Tobias Klenk und Adalbert Wogelein, die die Zerrissenheit des aufgeklärten Bürgers symbolisieren: Adalbert Wogelein muss sich mit seinem Fürsten arrangieren, da er von ihm abhängig ist, hat aber in Wirklichkeit liberale und aufgeklärte Ansichten. Tobias Klenk, das Alter Ego seines Jugendfreundes, vertritt seine Überzeugung ohne Scheu, schreckt aber auch nicht vor Übertriebenheit und Radikalität zurück, und bringt sich so an den Rand der Gesellschaft. Die Zerrissenheit des Bürgers zwischen Anpassung und dem Streben nach Freiheit wird so ausdrücklich geschildert. Neben diesem Dr. Jekyll/Mr Hyde Schema, erinnert diese Konstellation eindeutig an Kleists Drama „Der zerbrochene Krug“, in dem der Richter Adam einen Unschuldigen verurteilt, um seine eigene Schuld zu verdecken.

## Ausgaben
- Arthur Schnitzler: Traumnovelle und andere Erzählungen. Fischer Taschenbuch Verlag, Frankfurt a. Main August 2008